# (2428) Kamenyar
(2428) Kamenyar ist ein Asteroid des Hauptgürtels mit einem mittleren Durchmesser von etwa 23,5 km. Er umkreist bei einem mittleren Abstand von 3.165 AE in etwa 5,6 Jahren die Sonne.
Der Asteroid gehört zur Veritas-Familie, einer Gruppe von Asteroiden, die nach (490) Veritas benannt wurde und vermutlich durch das Auseinanderbrechen eines 150 km durchmessenden Asteroiden vor 8,3 (± 0,5) Millionen Jahren entstand.

## Entdeckung und Namensgebung
Der Himmelskörper wurde am 11. September 1977 von dem sowjetischen Astronom N. S. Tschernych an der Zweigstelle des Krim-Observatoriums in Nautschnyj, Ukrainische SSR (IAU-Code 095) entdeckt und erhielt zu Ehren von Iwan Franko, einem ukrainischen Schriftsteller, den Namen Kamenyar, einen Spitznamen Frankos, den er nach einer seiner literarischen Figuren erhielt.